# Correzzola
Correzzola é uma comuna italiana da região do Vêneto, província de Pádua, com cerca de 5.292 habitantes. Estende-se por uma área de 42 km², tendo uma densidade populacional de 126 hab/km². Faz fronteira com Agna, Candiana, Chioggia (VE), Codevigo, Cona (VE), Pontelongo.
A cidade já existia no tempo dos romanos sob o nome de Civitas, foi elevada a freguesia em 1189.

## Demografia
| Variação demográfica do município entre 1861 e 2011                               |
|                                                                                   |
| Fonte: Istituto Nazionale di Statistica (ISTAT) - Elaboração gráfica da Wikipedia |

## Informações Gerais
Locais Históricos: A parte inferior da torre do sino feita juntamente com a paróquia dedicada a São Donato e Sigismundo, datada de 1600.
Eventos Anuais: Festa dea Panocia (primeira semana, segunda e terceira de setembro), sagra del Carmine (16 de julho).